# Zaranou
Zaranou est une localité de l'est de la Côte d'Ivoire et appartenant au département de Abengourou, District de la Comoé. La localité de Zaranou est un chef-lieu de commune.

## Histoire

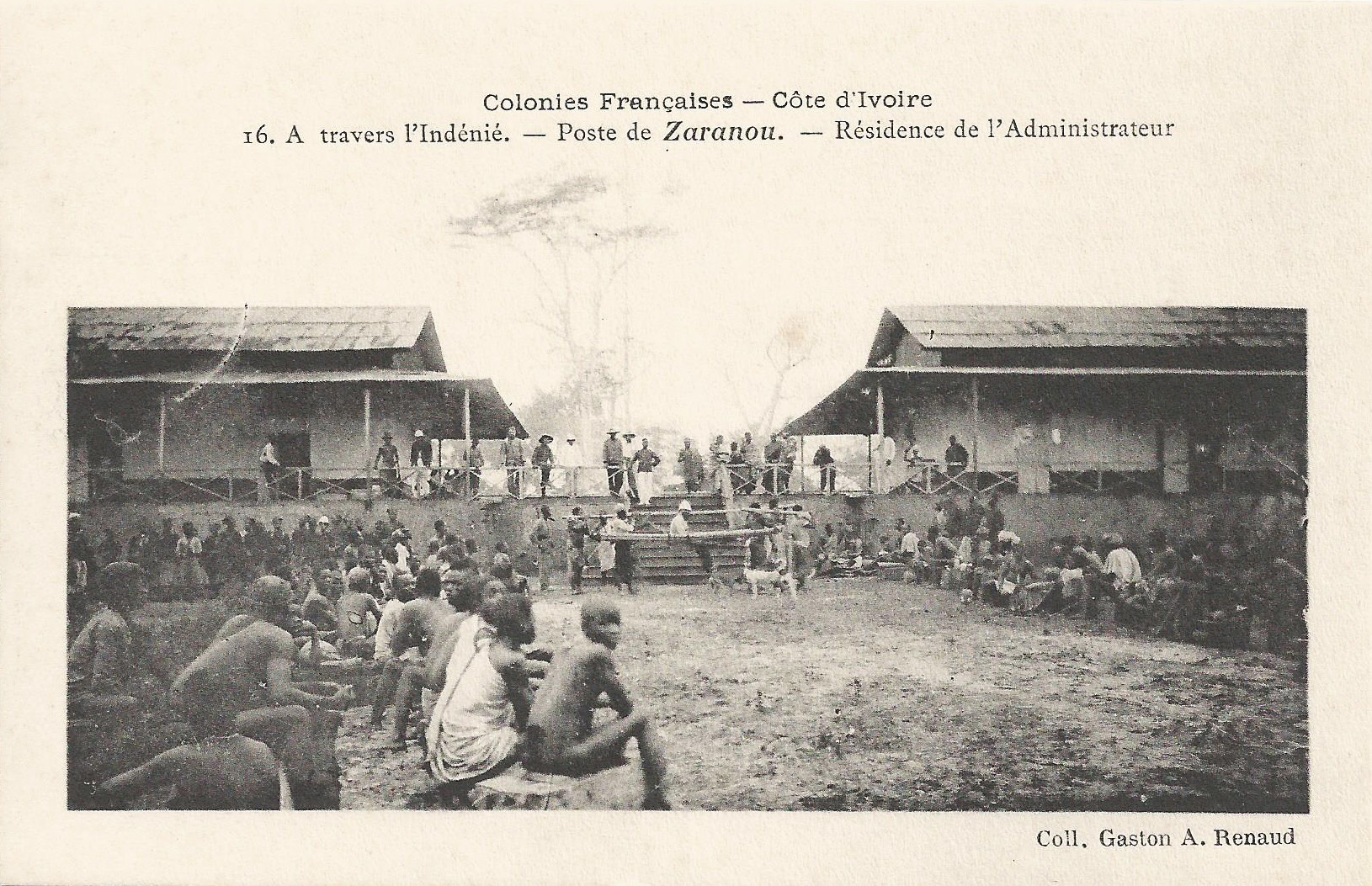
Résidence de l'Administrateur à Zaranou, vers 1902-1904.

En 1968, un musée a été créé dans l'ancienne résidence de l'Administrateur, construite en 1901.

## Sports
La localité compte un club de football, l'Egnanda FC de Zaranou, qui évolue en Championnat de Côte d'Ivoire de football D3.